# Broken Arrow (Codewort)
Broken Arrow (Zerbrochener Pfeil) ist ein Begriff des Verteidigungsministeriums der USA, der ein Unfallereignis beschreibt, in welches Nuklearwaffen, -sprengköpfe oder deren Komponenten verwickelt werden, wobei aber nicht das Risiko eines Nuklearkriegs besteht.
Eine offizielle Liste der USA beschreibt 32 offizielle Unfälle. Eine inoffizielle Liste spricht von über 1000.

## 1950er
1950 fand während des Koreakrieges ein derartiges Ereignis auf der Travis Air Force Base in Fairfield im Solano County in Kalifornien statt, die seinerzeit noch als Fairfield-Suisun Air Force Base bezeichnet wurde. Eine Boeing B-29 hatte kurz nach dem Start Motorenprobleme und kehrte auf Anordnung des an Bord befindlichen Generals Robert F. Travis mit einer an Bord befindlichen Mark-IV-Atombombe zur Fairfield-Suisun Air Force Base zurück. Dabei versagten die Landeklappen. Der 5.000 lbs (2268 kg) umfassende konventionelle Sprengstoff detonierte und tötete dort 7 Personen. Von den 20 Besatzungsmitgliedern an Bord des B-29-Bombers starben 12, darunter General Travis, nach dem die Travis Air Force Base 1951 benannt wurde.
1956 ging eine Maschine der U.S. Air Force mit einer Ladung von zwei Behältern mit kernwaffenfähigem Material über dem Mittelmeer verloren.

## 1960er
Während des Vietnamkrieges haben im Jahr 1965 Infanterieeinheiten in verzweifelter Lage bei der Schlacht im Ia-Drang-Tal mit dem Codewort Broken Arrow einen Luftangriff auf ihre eigene Stellung angefordert.

## 1980er
Am 18. September 1980 gab es in einem Raketensilo bei Damascus, Arkansas eine Explosion; ein Mensch starb. Der Sprengkopf wurde einige Tage später von der US Air Force gefunden und geborgen.

## Verwandte Begriffe
- Bent Spear
- Nucflash